# Etiópia az 1960. évi nyári olimpiai játékokon
Etiópia az olaszországi Rómában megrendezett 1960. évi nyári olimpiai játékok egyik részt vevő nemzete volt. Az országot az olimpián 2 sportágban 10 sportoló képviselte, akik összesen 1 érmet szereztek.

## Érmesek
| Érem  | Versenyző    | Sportág  | Versenyszám   |
| ----- | ------------ | -------- | ------------- |
| Arany | Abebe Bikila | Atlétika | Férfi maraton |

## Atlétika
Férfi
| Versenyző     | Versenyszám | Előfutam | Előfutam      | Negyeddöntő   | Negyeddöntő | Elődöntő | Elődöntő | Döntő     | Döntő    |
| Versenyző     | Versenyszám | Idő      | Hely.         | Idő           | Hely.       | Idő      | Hely.    | Idő       | Helyezés |
| ------------- | ----------- | -------- | ------------- | ------------- | ----------- | -------- | -------- | --------- | -------- |
| Roba Negousse | 100 m       | 11,3     | 7.            | kiesett       | kiesett     | kiesett  | kiesett  | kiesett   | kiesett  |
| Moussa Said   | 400 m       | 48,2     | 5.            | kiesett       | kiesett     | kiesett  | kiesett  | kiesett   | kiesett  |
| Moussa Said   | 800 m       | 1:50,3   | 6.            | kiesett       | kiesett     | kiesett  | kiesett  | kiesett   | kiesett  |
| Gabrou Merawi | 5000 m      | 14:40,8  | 8.            |               |             |          |          | kiesett   | kiesett  |
| Gabrou Merawi | 10 000 m    |          | nem ért célba | nem ért célba |             |          |          |           |          |
| Abebe Bikila  | Maraton     |          |               |               |             |          |          | 2:15:16,2 |          |
| Abebe Wakgira | Maraton     |          |               |               |             |          |          | 2:21:09,4 | 7.       |

## Kerékpározás

### Országúti kerékpározás
| Versenyző                                                        | Versenyszám     | Idő           | Helyezés      |
| ---------------------------------------------------------------- | --------------- | ------------- | ------------- |
| Megra Admassou                                                   | Mezőnyverseny   | nem ért célba | nem ért célba |
| Kouflu Alazar                                                    | Mezőnyverseny   | nem ért célba | nem ért célba |
| Geremew Demboba                                                  | Mezőnyverseny   | nem ért célba | nem ért célba |
| Amousse Tessema                                                  | Mezőnyverseny   | nem ért célba | nem ért célba |
| Kouflu Alazar Geremew Demboba Negousse Mengistou Amousse Tessema | Csapat időfutam | 2:38:34,08    | 28.           |